# Ilaje
Ilaje es una localidad del estado de Ondo, en Nigeria, con una población estimada en marzo de 2016 de 391 200 habitantes.
Se encuentra ubicada al suroeste del país, cerca de la ciudad de Lagos, del río Níger y de la costa del golfo de Guinea.